# Jicalapa
Jicalapa es un distrito del municipio de La Libertad Costa en el departamento de La Libertad, El Salvador. Tiene una población estimada de 6 312 habitantes, según el censo salvadoreño de 2024.
| Censo | Población | Cambio | Porcentaje |
| ----- | --------- | ------ | ---------- |
| 2007  | 5 116     | N/D    | N/D        |
| 2024  | 6 312     | 1 196  | 23.4%      |

## Historia
Sus orígenes se remontan a la época precolombina, y se estima que en el año 1550 era habitado por unos 100 moradores.  
De acuerdo a la relación geográfica hecha en 1740 por el alcalde mayor de San Salvador, Manuel de Gálvez Corral, el pueblo de Santa Úrsula de Sicaplapa tenía una población de 140 indios tributarios; las actividades económicas del pueblo eran el cultivo de maíz, algodón, bálsamo y cacao y la crianza de gallinas, todos en poca cantidad. También hizo la siguiente descripción:

Se halla este pueblo situado en una peña, no tiene de ancho la situación veinte y cinco varas, porque, así del rumbo del sur como del norte, se hallan dos profundisimas barrancas que son tales, que impiden la entrada a este pueblo y sólo tiene un camino para entrar y por el mismo se ha de salir para andar los otros pueblos que llaman de la costa del bálsamo.
Manuel de Gálvez Corral

El año 1744 el rey Felipe V de España obsequió al pueblo la imagen de Santa Úrsula, cuya veneración todavía se mantiene. De acuerdo con Pedro Cortés y Larraz, para 1770 había una población de 511 habitantes. Ingresó en 1786 en el Partido de Opico. 

### Pos-independencia
Un incendio destruyó la localidad el 9 de diciembre de 1855. 
De acuerdo con la estadística del departamento de La Libertad hecha por el gobernador José López en el 23 de mayo de 1865, tenía una población de 199 personas.
Durante la administración de don Pedro José Escalón y por decreto legislativo de 12 de abril de 1905, se extinguieron los pueblo de Sacacoyo y Jicalapa, y se anexaron como cantones al municipio de Tepecoyo. Luego nuevamente sería erigido.

## Información general
El distrito tiene un área de 42,93 km², y la cabecera una altitud de 880 m s. n. m. El topónimo Xicalapa significa "Río de los jícaros" o "Río del tarro". Las fiestas patronales se celebran en el mes de febrero en honor a Santa Úrsula.